# SprintAir
La SprintAir S.A. è una compagnia aerea regionale con base a Varsavia, Polonia. La principale base operativa è l'Aeroporto di Varsavia ma utilizza anche altre tre basi tecniche ed operative: a Colonia, Liegi e Bergamo.

## Storia
La compagnia venne costituita inizialmente nel 2003 e denominata Air Polonia Cargo Sp. z o.o.. La stessa iniziò voli merci e postali nell'aprile del 2004, utilizzando tre aerei Let L 410 UVP-E. Più tardi, nello stesso anno, la compagnia venne rinominata Sky Express Sp. z o.o. ed acquistò i primi aeromobili turboelica Saab 340A (registrati SP-KPF e SP-KPE, furono i primi aerei di quel tipo nei registri aeronautici polacchi). Tra l'aprile 2006 e l'aprile 2007 iniziarono i voli domestici programmati per passeggeri con il marchio Direct Fly. Dopo la sospensione dei voli passeggeri regolari, la compagnia ha continuato le operazioni di trasporto merci ampliando anche la flotta turboelica, composta attualmente da 12 Saab 340 e 6 ATR 72, acquistati gradualmente dalla compagnia a partire dal 2014.  Nel gennaio 2008, venne fondato il "Gruppo SprintAir" e la compagnia aerea ha cambiato nome nell'attuale "SprintAir".
Nell'estate del 2011, SprintAir ha operato voli charter da diversi aeroporti polacchi verso svariate destinazioni turistiche (principalmente nel bacino del Mediterraneo) utilizzando un Airbus A320 preso in leasing. L'attività è stata sospesa a fine estate 2011 e non è mai stata ripresa.
SprintAir è oggigiorno principalmente una compagnia aerea cargo che svolge sia voli programmati sia voli ad hoc in tutta Europa. L'attività comprende anche voli charter passeggeri.

## Alcune destinazioni storiche

### Voli Cargo
Polonia

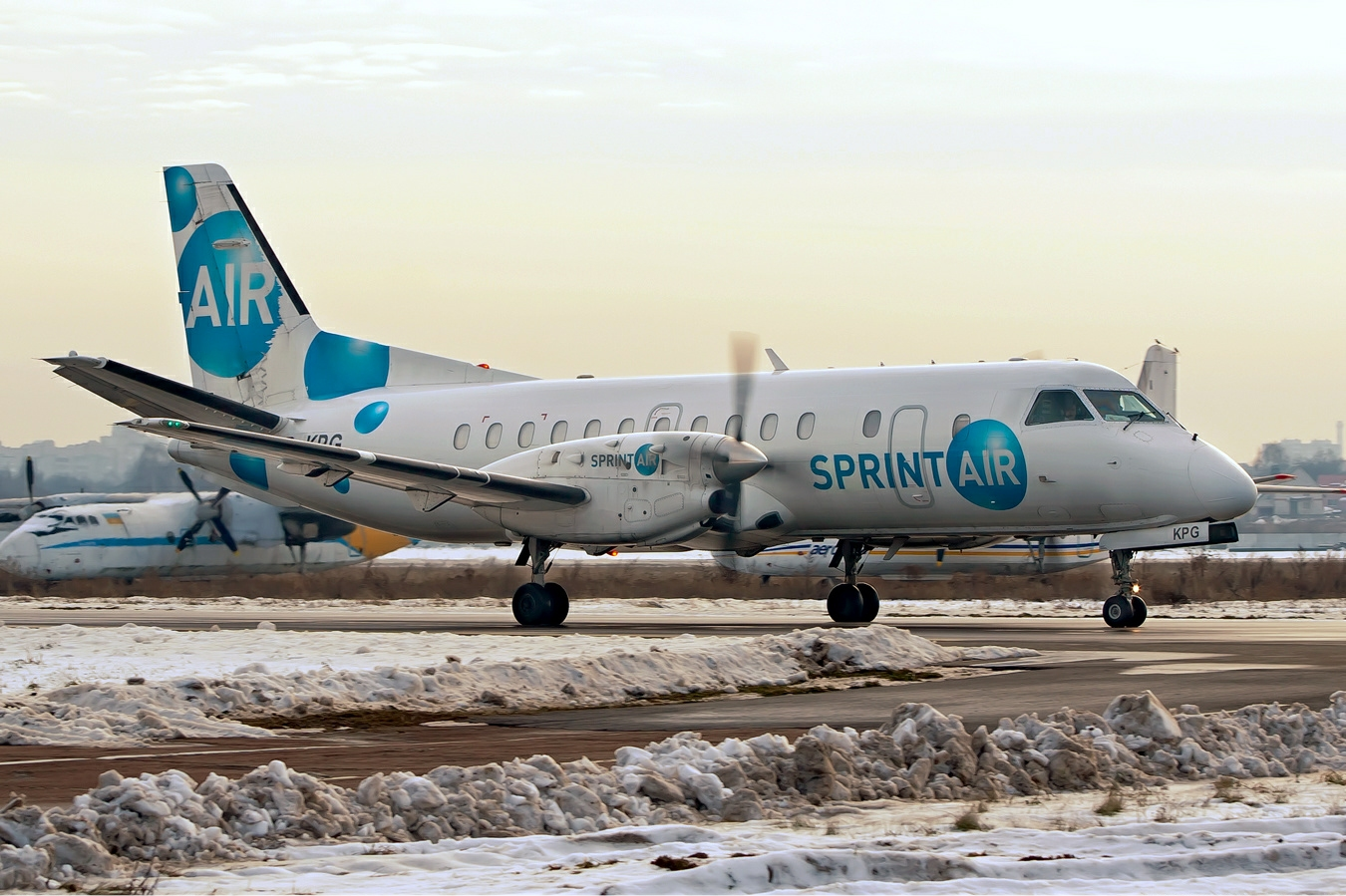
Un Saab 340A di SprintAir

- Bydgoszcz - Aeroporto di Bydgoszcz Ignacy Jan Paderewski
- Danzica - Aeroporto di Danzica-Lech Wałęsa
- Katowice - Aeroporto di Katowice
- Cracovia - Aeroporto Internazionale di Cracovia-Balice-Giovanni Paolo II
- Poznań - Aeroporto di Poznań-Ławica
- Rzeszów - Aeroporto di Rzeszów-Jasionka
- Varsavia - Aeroporto di Varsavia-Chopin Base
- Breslavia - Aeroporto di Breslavia-Niccolò Copernico

Lituania
- Kaunas - Aeroporto di Kaunas

Lettonia
- Riga - Aeroporto Internazionale di Riga

Ucraina
- Kiev - Aeroporto di Kiev-Žuljany

## Flotta

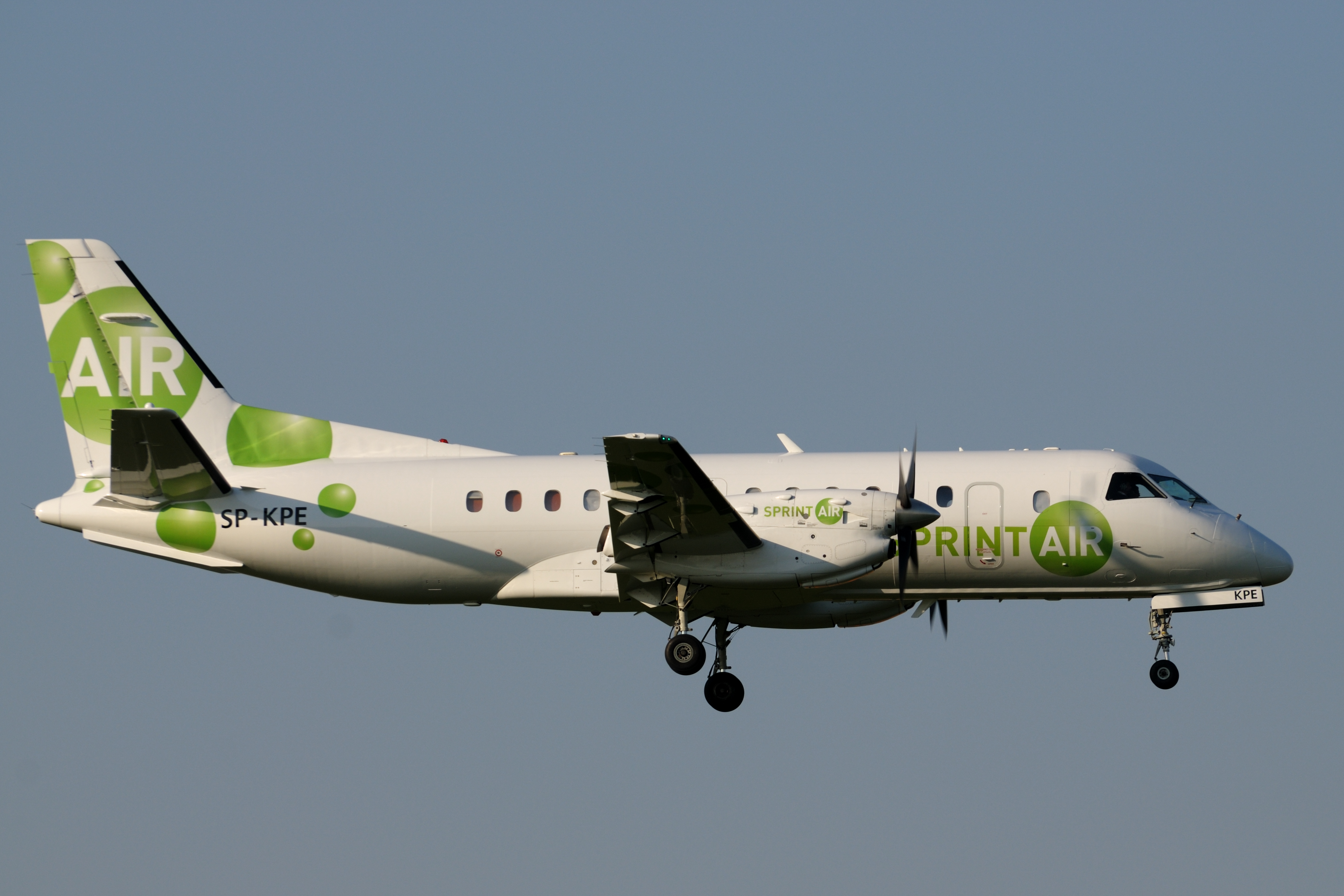
Un Saab 340A di SprintAir

Al dicembre 2017, la flotta di SprintAir comprende i seguenti aeromobili:
| Aerei                  | Totale | Ordini | Passeggeri o merci        |
| ---------------------- | ------ | ------ | ------------------------- |
| Saab 340A Cargo        | 7      | 0      | 3850 kg di merci          |
| Saab 340A Quick Change | 3      | 0      | 3850 kg di merci o 34 pax |
| Saab 340A              | 2      | 0      | 33 passeggeri             |
| ATR 72 Cargo           | 5      | 0      | 8300 kg di merci          |
| ATR 72                 | 1      | 0      | 66 passeggeri             |
| TOTALE                 | 18     | 0      | -                         |